# بونکامورا

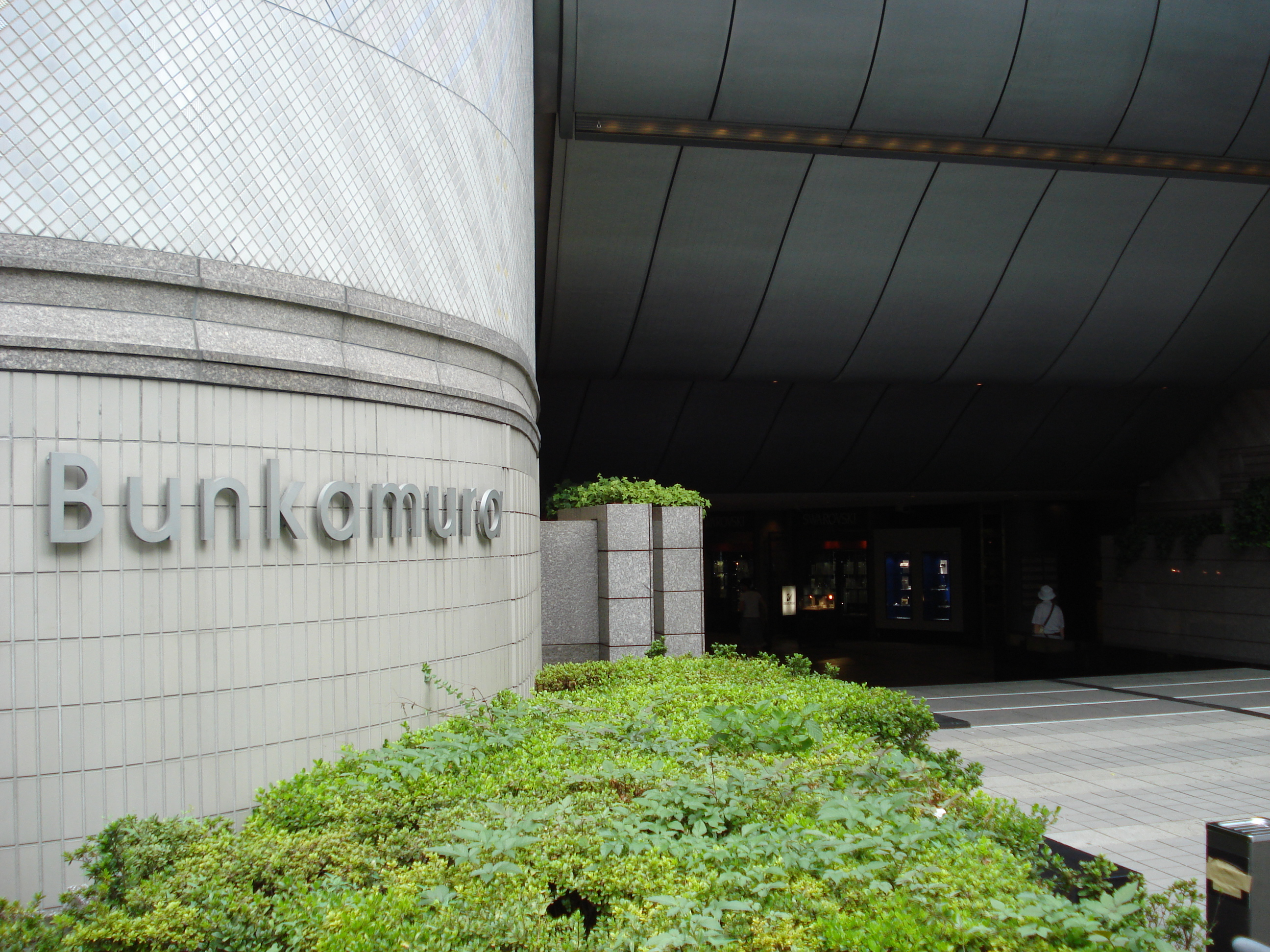
بونکامورا در شیبویا

بونکامورا (به ژاپنی: Bunkamura) (به انگلیسی: Bunkamura) نام یک ساختمان شامل چند منظوره است که در منطقهٔ شیبویا در توکیو پایتخت ژاپن واقع شده‌است. این ساختمان و مرکز فرهنگی در سال ۱۹۸۹ میلادی افتتاح شده‌است و شامل سینما، تئاتر، موزه، مرکز خرید و رستوران و کافه‌های بسیاری است.

## داخل بونکامورا
در طبقهٔ ششم آن سینمایی بنام（LE CINÉMA）با دو سالن سینمایی با ظرفیت ۱۵۰ و ۱۲۶ نفر قرار دارد. 

## دسترسی
- ایستگاه شیبویا